# Phân thứ bộ Gõ kiến
Phân thứ bộ Gõ kiến (danh pháp khoa học: Picides) là một phân thứ bộ của bộ Gõ kiến (Piciformes), bao gồm họ Gõ kiến và họ Indicatoridae. Các loài trong họ Indicatoridae được cho là có liên quan chặt chẽ với các loài trong phân thứ bộ Ramphastides, vì cách bay trên không và tiếng kêu của chúng giống nhau hơn so với chim gõ kiến. Tuy nhiên, các phân tích phát sinh loài đã chỉ ra rằng họ Indicatoridae và chim gõ kiến thực sự là đơn vị phân loại chị em.

## Hệ thống phân loại
Mặc dù chỉ có hai họ, Picides là một nhóm cực kỳ phổ biến. Họ Picidae là họ lớn nhất và phân bố rộng rãi nhất trong bộ Piciformes, chứa hơn 200 loài trong ba phân họ và được tìm thấy ở tất cả các lục địa ngoại trừ Úc và Nam Cực.
- Phân thứ bộ Picides
  - Họ Indicatoridae
  - Họ Picidae
    - Phân họ Jynginae (vẹo cổ)
    - Phân họ Picumninae
    - Phân họ Picinae (gõ kiến)